# Tomáš Anzari
Tomáš Anzari (Třinec, 24 giugno 1970) è un ex tennista ceco.

## Carriera
Ottenne il suo best ranking in singolare il 19 agosto 1991 con la 134ª posizione, mentre nel doppio divenne il 22 febbraio 1993, il 80º del ranking ATP.
Specialista del doppio, raggiunse la sua unica finale di un torneo facente parte del circuito ATP nel 1992; ciò avvenne al BMW Open in coppia con l'australiano Carl Limberger. Venne, tuttavia, sconfitto dalla coppia formata dal sudafricano David Adams e dall'olandese Menno Oosting con il punteggio di 3-6, 7-5, 6-3. Maggiori successi furono ottenuti nel circuito ATP Challenger Series; furono, infatti, ben quattordici i tornei vinti, il primo dei quali fu l'Heilbronn Open nel 1990, in coppia con il connazionale David Rikl.

## Statistiche

### Tornei ATP

#### Doppio

##### Sconfitte in finale (1)
| Legenda                                              |
| Grande Slam (0)                                      |
| ATP World Tour Finals (0)                            |
| ATP Super 9 / ATP Masters Series (0)                 |
| ATP Championship Series / ATP International Gold (0) |
| ATP World Series / ATP International Series (1)      |

| Numero | Data           | Torneo                      | Superficie  | Compagno       | Avversari in finale       | Punteggio     |
| 1.     | 27 aprile 1992 | BMW Open, Monaco di Baviera | Terra rossa | Carl Limberger | David Adams Menno Oosting | 3-6, 7-5, 6-3 |

### Tornei minori

#### Doppio

##### Vittorie (14)
| Legenda tornei minori |
| Challenger (14)       |
| Futures (0)           |

| Numero | Data             | Torneo                                      | Superficie      | Compagno           | Avversari in finale                     | Punteggio           |
| 1.     | 22 gennaio 1990  | Heilbronn Open, Heilbronn                   | Sintetico (i)   | David Rikl         | Byron Talbot Jörgen Windahl             | 7-6, 7-6            |
| 2.     | 26 febbraio 1990 | Cairo Challenger, Il Cairo                  | Terra rossa     | David Rikl         | Eduardo Masso Christian Miniussi        | 6-3, 6-7, 7-5       |
| 3.     | 2 aprile 1990    | Zaragoza Challenger, Saragozza              | Terra rossa (i) | David Rikl         | Carlos Costa Francisco Roig             | 6-3, 7-6            |
| 4.     | 15 aprile 1991   | Oporto Challenger, Porto                    | Terra rossa     | Dmitrij Poljakov   | Paul Haarhuis Mark Koevermans           | 3-6, 6-3, 6-4       |
| 5.     | 1º luglio 1991   | Oporto Challenger, Porto                    | Terra rossa     | Josef Čihák        | Juan Carlos Báguena Andrés Gómez Santos | 7-5, 6-2            |
| 6.     | 12 agosto 1991   | Pescara Challenger, Pescara                 | Terra rossa     | Josef Čihák        | Johan Donar John Sobel                  | 6-3, 6-4            |
| 7.     | 20 aprile 1992   | Oporto Challenger, Porto                    | Terra rossa     | Carl Limberger     | Brian Devening Bent-Ove Pedersen        | 3-6, 6-1, 6-4       |
| 8.     | 5 ottobre 1992   | Reggio Calabria Challenger, Reggio Calabria | Terra rossa     | Brent Haygarth     | João Cunha e Silva Dmitrij Poljakov     | 6-4, 7-6            |
| 9.     | 2 maggio 1994    | Cali Challenger, Cali                       | Terra rossa     | João Cunha e Silva | Bill Behrens Kirk Haygarth              | 7-6, 3-6, 6-3       |
| 10.    | 21 novembre 1994 | Rogaska Challenger, Rogaška Slatina         | Sintetico (i)   | Jan Kodeš, Jr.     | Barry Cowan Andrew Richardson           | 6-4, 6-3            |
| 11.    | 16 giugno 1997   | Zagreb Open, Zagabria                       | Terra rossa     | David Roditi       | Brandon Coupe Paul Rosner               | 3-6, 7-6, 7-6       |
| 12.    | 28 luglio 1997   | Poznań Challenger, Poznań                   | Terra rossa     | David Rikl         | Jordi Burillo László Markovits          | 6-3, 6-2            |
| 13.    | 6 dicembre 1999  | Jaipur Challenger, Jaipur                   | Erba            | Satoshi Iwabuchi   | Ivo Karlović Jurij Ščukin               | 7–6(6), 4-6, 7–6(5) |
| 14.    | 28 febbraio 2000 | Mumbai Challenger, Mumbai                   | Cemento         | Satoshi Iwabuchi   | Maxime Boye Jonathan Erlich             | 7–6(9), 6-4         |